# 柴保昌
柴保昌，生卒年不详，绛郡人，隋末山西汾晋农民起义军领袖之一。
隋炀帝大业十一年（615年），柴保昌与敬盘陀等在绛郡聚众起事，逐渐发展到数万人，转战于绛郡、文城郡、临汾郡一带。
十二月，朝廷诏令民部尚书樊子盖率关中兵数万征讨义军。樊子盖将义军主要活动范围汾水以北的村庄、坞堡全部烧毁，对投降的义军，不分老少，一律坑杀。残酷的镇压手段引起了民众的恐慌和愤怒，参加义军的民众更多了，以致到了大业十二年（616年）官军仍不能取胜。
隋炀帝见师出无功，下诏召回樊子盖，以山西河东慰抚大使李渊代之。李渊改变策略，采用剿抚并用的手段，一面积极进攻，一面进行劝降。他善待投降的义军，甚至将降者安置在身边，从而成功地瓦解了义军的军心，前后投降的义军有数万人。起义最终失败，余部散入它郡。

## 史籍记载
《北史》卷十二《隋本纪下第十二》载：“（大业十一年）十二月……庚辰，诏民部尚书樊子盖发关中兵，讨绛郡贼敬盘陁、柴保昌等，经年不能克。”。
《隋书》卷四《帝纪第四·炀帝下》与《北史》记载相同。
《隋书》卷六十三《列传第二十八·樊子盖》载：”从驾还东都。时绛郡贼敬槃陀、柴保昌等阻兵数万，汾、晋苦之。诏令子盖进讨。于时人物殷阜，子盖善恶无所分别，汾水之北，村坞尽焚之。百姓大骇，相率为盗。其有归首者，无少长悉坑之。拥数万之众，经年不能破贼，有诏征还。“
《新唐书》卷一《本纪第一·高祖》载：“（大业）十一年，（高祖）拜山西、河东慰抚大使……又击绛州贼柴保昌，降其众数万人。”
《资治通鉴》卷第一百八十二《隋纪六·炀皇帝中》载：”（大业十一年）十二月庚寅，诏民部尚书樊子盖发关中兵数万击绛贼敬盘陀等。子盖不分臧否，自汾水之北，村坞尽焚之，贼有降者皆坑之。百姓怨愤，益相聚为盗。诏以李渊代之。有降者，渊引置左右，由是贼众多降，前后数万人，余党散入它郡。“